# Vorderseespitze
De Vorderseespitze is een 2889 meter hoge bergtop in de Lechtaler Alpen in de Oostenrijkse deelstaat Tirol. Het is met die hoogte de op zeven na hoogste bergtop van de Lechtaler alpen. Langs de zuidoostelijke flank van de berg loopt de Lechtaler Höhenweg, het stuk tussen het Kaiserjochhaus en de Ansbacher Hütte. De eerste beklimming van de berg vond volgens de literatuur plaats in 1855 en werd ondernomen door een onbekende lokale bewoner vanuit Kaisers in het Lechtal.
De Vorderseespitze is uit het kalksteen van het zogenaamde Hauptdolomit opgebouwd. Op de noordoostelijke flank ligt een kleine gletsjer. De bergtop is door de Hinterseejoch (2482 meter) van de Aperriesspitze (2588 meter) gescheiden. Ten westen van deze pas ligt een in een kaar de Hintersee, ten oosten van een kloof de Vordersee, waar de bergtop zijn naam aan dankt. Een noordelijke buurman van de Vorderseespitze is de Feuerspitze.
Een beklimming van de top van de Vorderseespitze wordt meestal ondernomen vanaf de Ansbacher Hütte op 2376 meter hoogte. De makkelijkste route voert door de zuidelijke kloof en kent onder goede omstandigheden een moeilijkheidsgraad II. Onder slechtere weersomstandigheden, zoals wanneer er ijs ligt, is de tocht echter veel lastiger.